# Dystasia similis
Dystasia similis es una especie de escarabajo longicornio del género Dystasia, familia Cerambycidae. Fue descrita científicamente por Gahan en 1907.
Habita en Indonesia (Sumatra). Los machos y las hembras miden aproximadamente 14-15 mm.